# ベルタ・フォン・ズルツバッハ
ベルタ・フォン・ズルツバッハ（Berta von Sulzbach, 1110年代 - 1159年8月29日）は、東ローマ帝国皇帝マヌエル1世コムネノスの皇后。ギリシャ名エイレーネー（Ειρήνη, Eirene）。

## 生涯
神聖ローマ帝国及び、バイエルンのズルツバッハ伯ベレンガル2世と妻アーデルハイト・フォン・ヴォルフラーツハウゼンの次女。兄はゲブハルト3世、姉はローマ王コンラート3世の皇后ゲルトルート。
シチリア王ルッジェーロ2世と対抗するため、皇帝ヨハネス2世コムネノスはドイツ（神聖ローマ帝国）のローマ王コンラート3世の元へ大使を派遣した。同盟のしるしとして、コンラート3世の縁者の姫を息子マヌエル（マヌエル1世）の配偶者にしたいと打診されたため、皇后ゲルトルートの妹ベルタを推薦した。婚約が整い、ベルタはヴュルツブルク大司教に伴われてコンスタンティノープルへ出発した。
ベルタがコンスタンティノープルへ到着した時、既にヨハネス2世は逝去し、婚約者が皇帝マヌエル1世コムネノスに即位していた。マヌエル1世は3年もの間ずるずると結婚を延期させたすえ、1146年に結婚した。
皇后エイレーネーと呼ばれた彼女は、テッサロニキ大司教にその穏やかさを褒め称えられた。歴史家ニケタス・コニアテスは、彼女が顔にフェイスペイントを施さなかったと記している。2人の間には娘が2人生まれ、長女マリアはモンフェッラート侯グリエルモ5世の息子ラニエリの夫人となった。
1159年にベルタは亡くなった。彼女の死に悲嘆にくれたマヌエル1世は「ライオンのように泣きわめいた」という。彼は2年後の1161年に、後添えとしてアンティオキア公女マリーを迎えた。